# Jean-Gabriel Périot
Jean-Gabriel Périot (Bellac, 1974) és videoartista, director de fotografia i editor, i utilitza gravacions trobades i material d'arxiu. Molts dels seus films s'han projectat a l'Alternativa, com 21.04.02 (2002), We Are Winning Don't Forget (2004), Eût-elle été criminelle (2006), Nijuman no borei (2007, guanyador del premi al millor documental), L'art délicat de la matraque (2009), The Devil (2012) i We Are Become Death (2014). Une jeunesse allemande és el seu primer llargmetratge.